# Рейсвейк

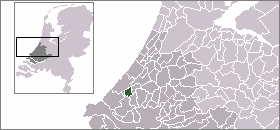
Расположение общины Рейсвейк на карте Нидерландов

Рейсвейк (нидерл. Rijswijk [ˈrɛi̯sʋɛi̯k]) — город и община в провинции Южная Голландия (Нидерланды).

## История
Деревня Рейсвейк существовала как минимум с XIII века. В 1697 году здесь был подписан Рейсвейкский мирный договор, завершивший Войну Аугсбургской лиги.
Бурное развитие Рейсвейка началось лишь в XX веке. В настоящее время практически вся территория общины Рейсвейк застроена, и город Рейсвейк де-факто слился с севера с Гаагой и с юга с Делфтом.

## Транспорт
Через город проходят скоростная автомагистраль A4 (Амстердам — Гаага — Делфт), являющаяся частью европейского маршрута E 30 и железнодорожная линия Гаага — Делфт — Роттердам. Имеется подземная железнодорожная станция, на которой останавливаются лишь поезда местного значения (нидерл. sprinter). Город включён в трамвайную сеть Гааги, имеется трамвайное движение.

## Знаменитые уроженцы
- Тедди Схолтен — победительница конкурса «Евровидение — 1959»
- Рихард Кноппер — футболист